# William Reed (Organist)
William Reed (* 9. September 1859 in Montreal; † 2. November 1945 in Québec (Stadt)) war ein kanadischer Organist und Komponist.

## Leben und Wirken
Reed war Orgelschüler von Romain-Octave Pelletier und Dominique Ducharme. Ab 1878 studierte er am Keble College in Oxford. Er wirkte dann bis 1913 als Organist an verschiedenen Kirchen in Montreal (1888–99), Toronto (1899–1900) und Quebec (ab 1900). 1901 war er gemeinsam mit seinem Schüler Henri Gagnon Gastorganist bei der Pan-American Exposition in Buffalo. Nach 1913 konzentrierte er sich auf sein kompositorisches Schaffen und verfasste Artikel für The Etude und andere Magazine.
Reed komponierte neben kleineren Chorwerken und Anthems mehrere Kantaten und Orgelwerke. Insgesamt erschienen etwa fünfzig Werke im Druck.

## Werke
- Come unto Me, Anthem, um 1898
- Cantilène für Orgel, 1900
- Grand Choeur in D für Orgel, 1901
- The Message of the Angels, Weihnachtskantate, 1910
- The Resurrection and the Life, Osterkantate, 1911
- The Burden of the Cross, Kantate, 1912